# زمین‌لرزه اوت ۱۹۸۵ چین
زمین‌لرزه چین  در تاریخ ۲۳ اوت ۱۹۸۵ میلادی، برابر با ‎۱ شهریور ۱۳۶۴، ساعت ۱۲:۴۱:۵۶ به زمان یوتی‌سی در چین رخ داد. ژرفای این زلزله ۲۰ کیلومتر بود، و بزرگی آن ۶٫۹ در مقیاس Mw اعلام شده‌است. زمین‌لرزه به وقت محلی در روز جمعه، ساعت ۲۰ روی داده و منطقه زمانی آن یوتی‌سی +۸ بوده‌است .
سازمان زمین‌شناسی آمریکا نیز رومرکز این زمین‌لرزه را در مختصات ۳۹°۲۵′۵۲″شمالی ۷۵°۱۳′۲۶″شرقی / ۳۹٫۴۳۱°شمالی ۷۵٫۲۲۴°شرقی و ژرفای آنرا در ۶ کیلومتر گزارش کرده‌است. بزرگی برگزیدهٔ این سازمان از میان بزرگیهای محاسبه‌شدهٔ مختلف ۷٫۵ در مقیاس MS بوده و از دید اثر، در میان چهار دسته‌بندی «نامحسوس»، «محسوس»، «زیان‌آور» یا «با تلفات»، زلزله را «با تلفات» اعلام کرده‌است.۸۵ درصد Wuqia-Shufu در زمین‌لرزه خراب شده‌است.
پروژهٔ «تنسور گشتاور مرکزوار» زاویه‌های (راستا، شیب، ریک) گسل سازندهٔ زمین‌لرزه و صفحه عمود بر آنرا (°۳۱۵، °۲۹، °۱۵۹) یا (°۶۳، °۸۰، °۶۲) و نوع گسل را «معکوس» فرارسانده‌است.
شمار کشتگان زلزله حدود ۶۷ نفر بوده‌است.تعداد زخمیان ۲۵۶ نفر برآورده شده‌است.بی‌خانمان شدگان نیز ۱۵۰۰۰ نفر اعلام شده‌است.